# Canal+ Extra HD 3D+
Canal+ Extra HD 3D+ är den första 3D-TV-kanalen från Canal+ och lanserades den 19 mars 2011 i Skandinavien. Vid starten av kanalen kommer den enbart sända sport och är enbart tillgänglig för kunder med Canal Digital som tittar via parabol och via marknätet hos Boxer TV-Access. Den första matchen som sändes var en La liga match mellan Real Madrid och Atletico Madrid. Kunderna behöver också en box anpassad för 3D-TV och en 3D-TV med 3D-glasögon.